# Сатрино (Кјети)
Сатрино (итал. Satrino) је насеље у Италији у округу Кјети, региону Абруцо.
Према процени из 2011. у насељу је живело 85 становника. Насеље се налази на надморској висини од 264 м.